# Magdalena Fularczyk
Magdalena Fularczyk-Kozłowska (Wąbrzeźno, 16 de setembro de 1986) é uma remadora polonesa, campeã olímpica.

## Carreira

### Londres 2012
Ritter competiu nos Jogos Olímpicos de 2012 e 2016, conquistando a medalha de ouro, no Rio de Janeiro, com Natalia Madaj na prova do skiff duplo. Quatro anos antes conquistou o bronze na mesma prova, competindo com Julia Michalska, em Londres.